# راينر براون
راينر براون (باليابانية: ライナー・ブラウン) (بالإنجليزية: Reiner Braun)‏ هو نائب قائد وحدة المحاربين في جيش المارلي وبطل الأنمي من منظور المارلي، وابن غير شرعي من مارلي وإلديانية، نشأ في منطقة اعتقال ليبيريو وفي سن العاشرة تم اختياره ليصبح واحداً من المحاربين، ورث قوة العملاق المدرع، وفي عام 845 تسلل هو ومجموعة من وحدة المحاربين متخفين لجزيرة الباراديس لاستعادة العملاق المؤسس ثم التحق بفيلق الاستطلاع التابع لجزيرة الباراديس بعد تخرجه بترتيب الثاني على فرقة التدريب.

## المظهر

### الشكل البشري
يتميز راينر بشعر أشقر قصير وعينين عسليتين وملامح حادة كما أنه طويل القامة وكتفيه عريضان وتعابير وجهه جادة، كل تلك الصفات تعطيه حضوراً مخيفاً، في عام 854 تغير شكله بعض الشيء بطبيعة الحال فقد نضج وأصبح لديه ذقن خفيفه وشعره أصبح أطول كما أنه أصبح أطول قامة.

### شكل العملاق
عملاق راينر المدرع بطول 15 متر وجسده محاط بالكامل بدروع عظمية عدا مناطق الفك والمرفقين عيناه مغطاة بعدسات عضوية بيضاء كما أن له شعر أشقر قصير ورغم حجمه الضخم وكتلته الكبيرة فهو يتمتع بمرونة عالية وقادر على استغلال كتلته في إحداث زخم بمقدوره اختراق الصخور كما أن لديه قدرة تصلب فبوسعه تصليب يديه وقدميه ويعطيه ذلك قوة وحماية مضاعفة وإمكانية لتسلق الجدران.

## شخصيته
في صغره كان راينر هادئاً ووديعاً وفي نفس الوقت كان مندفع ولديه ولاء كبير لمارلي، كان يعتقد أنه إن أصبح محارب سيعترف به والده المارلي، هذا الدافع جعل راينر يتمادى ليصل لهدفه حتى أنه اتهم غاليارد بأنه جاسوس عندما شكك بقدرته على وراثة العملاق المدرع، اكتسب راينر ثقة بنفسه عندما ورث العملاق المدرع ولكن سرعان ما تحطمت عندما كشف له مارسيل أنه لم يتم اختياره بسبب قدراته كمحارب بل أنه كان يمدح فيه عمداً لدى القادة لكي ينقذ أخيه غاليارد من تلك المسؤولية.
بسبب دعاية مارلي وقصص والدته كان يعتقد أن شعب جزيرة باراديس شياطين وأنه سيصبح بطلاً بإبادتهم لقد كان ساذجاً لدرجة أنه لم يشكك ابداً في كلمات أُمه وقادته، بعد وفاة مارسيل بدأ راينر في دمج عناصر من شخصيته فيه فقد أصبح أكثر حزماً وحسماً حتى أنه قام بتهديد أني وبيرتولد إن لم يتبعوا الأوامر ولكنه أيضاً اعتبر نفسه قائداً وتحمل مسؤولية المُهمة ورعايتهم وفي نفس الوقت بدأ في تطوير جانب سلبي تجاه نفسه معتقداً أنه كان يجب أن يفشل وأنه غير مؤهل لتلك المهمة وأنه كان ينبغي أن يموت بدلاً من مارسيل.
بحلول وقت انضمامه لفيلق التدريب بالجزيرة دمج راينر شخصية مارسيل بالكامل بشخصيته وعُرف عنه أنه شخص شغوف وصادق يتمتع بإحساس قوي بالواجب ويأخذ دوره كجندي بشكل جدي بالإضافة إلى تمتعه بقلب طيب وميل إلى التفكير بالآخرين قبل نفسه، وقد اعتبره جميع المتدربين كالأخ الأكبر بالنسبة لهم، ومع هذه الإزدوجية طور راينر مشاكل نفسية وعقلية خطيرة بينما كان لا يزال مخلصاً لقضيته كمحارب مارلي لم يكن قادراً على التعامل مع الذنب الذي يشعر به تجاه أفعاله وبدأ بقمع ذكرياته الحقيقية في محاولة للهروب ويبدو أن الاضطرار لقتل ماركو كان القشة التي قسمت ظهر البعير فبدأ يواجه مشاكل نفسية خطيرة، كان ينسى هويته الحقيقية ويعتقد أنه جندي إلدياني وظل هكذا فترة حتى بعد أن كُشف كان لا يزال يعاني من اضطرابات نفسية.
بعد فشل عملية جزيرة باراديس والقتال في الحرب مع اتحاد الشرق الأوسط لمدة أربع سنوات، تغيرت شخصية راينر كثيراً لدرجة أن أمه لاحظت أنه يبدو وكأنه شخص مختلف تماما. على الرغم من حقيقة أن شعب باراديس أعدائه الآن، إلا أن راينر لا يحمل سوى القليل من الضغينة تجاه رفاقه السابقين، فقد كان يشير إليهم بسخرية على أنهم شياطين بينما يضفي الطابع الإنساني على أفعالهم ومعتقداتهم أمام عائلته. كما أنه يعاني من كوابيس مستمرة، وكثيراً ما يرى ذكريات طفولته، وفي النهاية، وصل التصور السلبي لرينر إلى أدنى مستوياته وجعله يفكر في الانتحار. ومع ذلك، على الرغم من قوله إنه يريد أن يموت، إلا أنه لا يستطيع أن يقتل نفسه، لأن تفانيه تجاه أحبائه لا يزال يتجاوز كراهيته لذاته.
على الرغم من كل مشكلاته النفسية، فإن راينر ذكي للغاية ويتمتع بصفات قيادية بارزة، وقادر على التفكير بوضوح، وتحليل المواقف، وصياغة خطط فعالة، كما أكد إرين بفسه، فهو قادر على التفكير في المستقبل وعلى المدى الطويل، قادر على التنبؤ بدقة بالعواقب اعتماداً على مسار الإجراء المتخذ، كل ذلك مع الحفاظ على رباطة جأشه، فقد فهم المعنى الخفي وراء كلمات زيكي ييغر عندما أشار بشكل غير مباشر إلى أن اجتماع المحاربين يتم التنصت عليه من قبل قيادات المارلي، وتصرف وفقاً لذلك، وسرعان ما وافق على خطة زيك وقاطع غاليارد عن قصد قبل أن يكثر في الكلام، أثناء مهمتهم في جزيرة باراديس بينما كانت مهمة آني هي جمع المعلومات، كان راينر في الغالب هو من يضع الإستراتيجيات، ووضع خطط فعالة متعددة، كقائد كان راينر مخلصاً جداً لمهمته، لدرجة أنه رفض التحدث وكان مستعداً للموت عندما كان بيد فيلق الاستطلاع.

## ماضيه
أتى راينر من منطقة اعتقال ليبيريو في مارلي، وهي منطقة ولادته أيضاً أمه كارينا براون إلديانية ووالده مارلي. كبر راينر ولم يُسمح له برؤية والده مطلقاً حيث كانت العلاقات بين الإلديان والمارلي ممنوعة منعا باتاً وإذا كُشف الأمر ستعاقب العائلة بالكامل، عندما كان طفلاً، قرر أنه سيصبح مرشحاً لحمل لقب محارب ومن المحتمل أن يرث واحداً من العمالقة التسعة حتى يمكن له وأمه أن يصبحا مارليان فخريان ويلتقيان مع والد رينر.
كمرشح محارب، كان راينر ضعيفًا جداً، وكانت ميزته الوحيدة هي ولائه القوي لمارلي، في أحد الأيام، علم من مرشح محارب آخر، وهو زيك، أنه في غضون بضع سنوات، ستبدأ عملية استعادة المؤسس وسيتم اختيار ستة مرشحين جدد ليرثوا قوة العمالقة. تدرب راينر مع زملائه المرشحين المحاربين آني ليونهارت وبيرتولد هوفر . حاول بيرتولد إقناع راينر بالتخلي عن تطلعاته، لأنه سيعيش فقط لمدة ثلاثة عشر عاماً أخرى. لكن راينر اعتقد أنه بعد تلك السنوات الثلاث عشرة، سيكون بطلاً لشعب مارلي وسيكون أفضل ابن في العالم. أثر مارسيل غاليارد في نهاية المطاف على الجيش، مما أدى إلى اختيار راينر ليرث العملاق المدرع بدلاً من شقيقه بوركو.
في عام 845 في سن الثانية عشرة، كُلف راينر وبرتولد وآني ومارسيل باستعادة العملاق المؤسس في جزيرة باراديس وقبل مغادرتهم ذهب راينر وواجه والده وحده في مكان عمله، وأخبر راينر والده أنه يعرف من هو وأنه ووالدته مارليان فخريان الآن ويمكنهم جميعاً العيش معاً. قبل أن يتمكن من إنهاء كلامه، قاطعه والده، واصفاً إياهم بالشياطين الإلدانيين وقال إن عائلته ستنتهي إذا ظهرت الحقيقة حول كونه أبوه، ولمنع حدوث ذلك، اختار والد راينر الهرب.
 